# Věteřovská vrchovina
Věteřovská vrchovina este o arie protejată (arie specială de conservare — SAC, sit de importanță comunitară — SCI) din Republica Cehă întinsă pe o suprafață de 496,33 ha, integral pe uscat.

## Localizare
Centrul sitului Věteřovská vrchovina este situat la coordonatele 49°01′27″N 17°02′57″E / 49.024167°N 17.049167°E.

## Înființare
Situl Věteřovská vrchovina a fost declarat sit de importanță comunitară în aprilie 2005 pentru a proteja un număr necunoscut de specii din flora spontană și fauna sălbatică aflate în arealul zonei. Situl a fost protejat și ca arie specială de conservare în septembrie 2017.

## Biodiversitate
Situată în ecoregiunile continentală și panonică, aria protejată conține 3 habitate naturale: Păduri de stejar și carpen Galio-Carpinetum, Păduri stepice euro-siberiene cu Quercus spp., Păduri panonice cu Quercus petraea și Carpinus betulus.
La baza desemnării sitului se află un număr nedeclarat de specii protejate.